# Le Petit prince a dit
Le petit prince a dit är en fransk-schweizisk dramafilm från 1992 i regi av Christine Pascal.

## Utmärkelser
Filmen vann Louis Delluc-priset 1992.

## Roller (urval)
- Richard Berry – Adam Leibovich
- Marie Kleiber – Violette Leibovich
- Anémone – Melanie
- Lucie Phan – Lucie
- Mista Préchac – Minerve
- Claude Muret – Jean-Pierre